# Sinfonia n. 5 (Čajkovskij)
La sinfonia n. 5 in Mi minore di Čajkovskij è stata composta nel 1888 ed eseguita la prima volta a Mosca il 17 novembre dello stesso anno.

## Struttura
È composta nei canonici quattro movimenti:
- I Movimento: Andante-Allegro con anima. La melodia, il tema principale che viene di volta in volta ripreso nei successivi tre movimenti della composizione, simboleggia il destino incombente che viene introdotto in modo cupo, il suono non lascia adito ad interpretazioni diverse, dal clarinetto, proposto come forma sonata, ove il tema principale viene eseguito, in alternanza, con il fagotto e il clarinetto stesso. Durante l'esecuzione di questo primo movimento il tema cambia ma in esso si riflette sempre il tema della melodia iniziale. Dopo una trasformazione completa del tema, qui è viva una passione agreste ed a tratti si sviluppa il lirismo elegiaco, termina il movimento con una leggera carezza; tema smorzato progressivamente dagli archi con l'aiuto del fagotto e dei timpani.

- II Movimento: Andante cantabile con alcuna licenza. Il corno apre il movimento introducendone il tema principale, prettamente melodico con una spiccata malinconica sensualità. Risulta essere il tema più riuscito della sinfonia dal punto di vista poetico ove è profuso il miglior lirismo del compositore.

- III Movimento: Valse. Allegro moderato. Il movimento più breve della sinfonia. Pagina di eleganza straordinaria e con un tema lirico gioioso, molto sensibile. Ci trasporta inevitabilmente alla perfezione musicale del genere che il maestro ha raggiunto nei valzer composti per i suoi balletti.

- IV Movimento: Finale. Andante maestoso-Allegro vivace-Molto Meno Mosso. Un contrasto abbastanza palese con il tema principale della sinfonia che qui raffigura un tema tutto in allegria, dalla rappresentazione di una festa russa ad un tema maestoso ad uno passionale fino poi quasi ad arrivare a redimersi in un tema da finale patetico che chiude in bellezza tutta la sinfonia. Secondo le parole di Čajkovskij, il tema di questo movimento è la Provvidenza: dunque, rispetto alla propria precedente Quarta sinfonia, l'ansia innanzi al Fato viene trasfigurata dall'intimo calore di un amore mistico.

## Discografia parziale
- Adrian Boult, London Philharmonic Orchestra. Somerset SS 109
- Leopold Ludwig, Orchestra Sinfonica di Stato di Amburgo, Curcio
- Antal Doráti, Orchestra del Minnesota, Fontana 700 164 WGY
- Herbert von Karajan, Berliner Philharmoniker, Deutsche Grammophon
- Herbert Von Karajan, Wiener Philharmoniker, Deutsche Grammophon
- Claudio Abbado, Chicago Symphony Orchestra, Sony Classical EAN 0828768880722